# Колосовский район
Колосо́вский райо́н — административно-территориальная единица (район) и муниципальное образование (муниципальный район) на севере центральной части Омской области России.
Административный центр — село Колосовка

## География
Площадь района — 4 800 км². Основная река — Оша.

## История
Район образован в мае 1925 года путём преобразования Корсинской укрупнённой волости Тарского уезда Омской губернии. Район вошёл в состав Тарского округа Сибирского края.
В течение 1925 года произошли значительные изменения в делении района. Из Калегаевского сельского совета выделены Азановский, Малиновский. Из Косринского сельского совета выделен Аникинский. Из Новологиновского сельского совета выделен Бражниковский. Из Сафоновского сельского совета выделен Владимировский, Ламановский. Из Талбакульского сельского совета выделен Ильинский. Из Колосовского сельского совета выделен Квашнинский. Из Крайчиковского и Таскатлинского сельских советов выделен Михайловский. Из Крайчиковского сельского совета выделен Пронинский. Из Таскатлинского сельского совета выделен Николаевский. Из Орловского сельского совета выделен Любимовский. Из Тоскинского сельского совета выделен Нарыбкинский. Из Сарайлинского сельского совета выделен Нефедьевский. Из Строкинского сельского совета выделен Плахинский.
На 1926 год в районе насчитывалось: 31 сельский совет, 91 населённый пункт, 5742 хозяйства.
В 1927 году Нефедьевский, Сарайлинский сельские советы переданы в Саргатский район Омского округа.
В 1928 году Николаевский сельский совет присоединён к Кутырлинскому Тюкалинского района.
В начале июня 1929 года Нарыбкинский сельский совет присоединён к Корсинскому.
В середине июня 1929 года в образованный Тарский район было передано 4 сельских совета (Кольтюгинский, Любимовский, Солдатовский, Устюговский). Тарский округ ликвидирован. Район вошёл в Омский округ.
В 1930 году Сафоновский сельский совет присоединён к Владимировскому.
В период 1930—1934 годах произошли изменения в делении района. Азановский сельский совет присоединён к Малиновскому. Пронинский сельский совет присоединён к Владимировскому. Ильинский сельский совет присоединён к Талбакульскому.
В июле 1930 года район передаётся из упразднённого Сибирского края в Западно-Сибирский край.
На 1 января 1931 года в районе насчитывалось 23 сельских совета, 66 населённых пунктов. Площадь составляла 4730 квадратных километров. Расстояние до центра края 639 километров. Ближайшая железнодорожная станция в Омске в 260 километрах. Население района составляло 26864 человека.
В мае 1931 года Колегаевский сельский совет присоединён к Ориковскому сельскому совету Рыбинского района.
На 1931 год территория района составляла 4174 квадратных километров. Насчитывалось 22 сельских совета (1 национальный), 65 населённых пунктов. Действовало 2 совхоза, принадлежащие Маслотресту и Скотоводтресту. МТС в районе нет. В мелкой промышленности действует 417 заведений с 587 занятыми лицами в кожевенновоенномеховом промысле и пищевом. Социальная сфера: 39 школ I ступени, 1 школа семилетка, 1 ШКМ, 1 колхозный университет, 5 библиотек, 8 изб-читален, 1 врачебный участок с 10 койками, 1 фельдшерский пункт, медперсонал 3 человека (1 врач).
На 20 декабря 1931 года состояло 2517 хозяйств, объединённых в 53 колхоза.
На 15 февраля 1932 года в районе действовало 34 МТФ, 1 СТФ, 1 ОТФ.
В апреле 1933 года Нефедьевский сельский совет Тюкалинского района присоединён к Владимировскому.
В ноябре 1933 года район входит в восстановленный Тарский округ. Нижне-Колосовский район переименован в Колосовский. Село Нижне-Колосовское переименовано в Колосовское.
В мае 1934 года из ликвидированного Тарского района было передано 5 сельских советов (Большетуралинский, Кольтюгинский, Коноваловский, Кореневский, Орловский). Тарский округ был ликвидирован.
В июле 1934 года в Колосовский район был передан Мясниковский сельский совет Большереченского района.
В декабре 1934 года район входит в образованную Омскую область.
В январе 1935 года в образованный Тарский район было передано 4 сельских советов (Большетуралинский, Кольтюгинский, Кореневский, Орловский). В образованный Знаменский район был передан Коноваловский сельский совет.
В декабре 1935 года Колосовский район входит в восстановленный Тарский округ Омской области.
В 1935—1936 годах Мясниковский сельский совет присоединён к Ламановскому.
В 1936 году насчитывалось 65 населённых пункта, 20 сельских советов (1 татарский), 63 колхоза, 1 совхоз, 1 МТС, 37 начальных школ, 6 неполных средних школ, 19 клубных учреждений, 1 больница, 1 амбулатория. Площадь 4445 квадратных километра.
В 1937 году в образованный Ежовский район был передан Кубринский сельский совет.
На 1 января 1938 года площадь района составляла 4400 квадратных километров, насчитывалось 20 сельских советов. Расстояние до центра округа 86 километров. Ближайшая железнодорожная станция Называевская в 198 километрах.
В ноябре 1940 года ликвидирован Тарский округ. Район переходит в прямое подчинение Омской области.
В декабре 1940 года в образованный Солдатский район передан Таскатлинский сельский совет.
К 1 января 1941 года в районе насчитывалось 17 сельских советов. Площадь района равнялась 3400 квадратных километров. Расстояние до центра области 364 километра.
К 1 января 1947 года в районе насчитывалось 17 сельских советов. Площадь района равнялась 3400 квадратных километров. Расстояние до ближайшей железнодорожной станции Называевской 198 километров.
В 1953 году из ликвидированного Дзержинского района передан Яланкульский сельский совет с присоединением к Владимировскому.
В начале июня 1954 года из Тюкалинского района передан Таскатлинский сельский совет. Из Тарского района передан Кубринский сельский совет.
В конце июня 1954 года Аникинский сельский совет присоединён к Бражниковскому. Ишкульский сельский совет присоединён к Малиновскому. Гаденовский сельский совет присоединён к Тоскинскому. Квашнинский сельский совет присоединён к Колосовскому. Плахинский, Михайловский сельский советы присоединены к Крайчиковскому.
В 1957 году Владимировский сельский совет присоединён к Ламановскому. Ламановский сельский совет переименован в Чапаевский с переносом центра из села Ламаново в село Чапаево.
В 1959 году Тоскинский сельский совет присоединён к Корсинскому. Таскатлинский сельский совет присоединён к Крайчиковскому.
В 1963 году Колосовский район был ликвидирован:
- 5 сельских советов передано в Тюкалинский район (Колосовский, Крайчиковский, Малиновский, Строкинский, Талбакульский);
- 3 сельских совета передано в Тарский район (Бражниковский, Корсинский, Новологиновский);
- 2 сельских совета передано в Большереченский район (Кубринский, Чапаевский).[37]

В январе 1965 года Колосовский район был восстановлен:
- 5 сельских советов передано из Тюкалинского района (Вишнёвский, Колосовский, Крайчиковский, Строкинский, Талбакульский);
- 3 сельских совета передано из Тарского района (Бражниковский, Корсинский, Новологиновский);
- 2 сельских совета передано из Большереченского района (Ламановский, Чапаевский).[38]

В июле 1965 года изменены границы некоторых сельских советов района.
В 1976 году Вишнёвский сельский совет присоединён к Строкинскому.
В 1977 году Корсинский сельский совет присоединён к Бражниковскому.
В 1978 году из Тюкалинского района передан Кутырлинский сельский совет.
В 1982 году были изменены границы некоторых сельских советов района.
К 1987 году ближайшая железнодорожная станция Называевская в 198 километрах. Расстояние до Омска 254 километра.
На 1 марта 1991 года в районе насчитывалось 9 сельских советов, 34 населённых пункта в сельской местности. Территория района 4800 квадратных километров. Население района 17861 человек. Действовало 3 совхоза («Колосовский», «Ламановский», «Меркутлинский»), 8 колхозов («Заря», «Страна Советов», «Красный Октябрь», «Память Ленина», им. Чапаева, им. Калинина, «Знамя Ильича», «Сибиряк»).
В июне 1991 года из Бражниковского сельского совета выделен Корсинский.
В 1992 году из Крайчиковского сельского совета выделен Таскатлинский.
В 1993 году сельские советы упразднены.
В 2003 году введены в районе сельские округа.
В 2007 году был утверждён герб района.
На 1 января 2009 года в районе насчитывалось 34 сельских населённых пункта, 11 сельских округов.

## Население
| 1926    | 1931    | 1959    | 1970    | 1979    | 1989    | 2002    |
| ------- | ------- | ------- | ------- | ------- | ------- | ------- |
| 32 036  | ↘26 474 | ↘19 083 | ↘18 041 | ↗18 848 | ↘17 861 | ↘15 763 |
| 2009    | 2010    | 2011    | 2012    | 2013    | 2014    | 2015    |
| ↘14 543 | ↘12 803 | ↘12 759 | ↘12 539 | ↘12 180 | ↘11 916 | ↘11 720 |
| 2016    | 2017    | 2018    | 2019    | 2020    | 2021    | 2023    |
| ↘11 468 | ↘11 286 | ↘11 082 | ↘10 928 | ↘10 748 | ↘9288   | ↘8999   |

По Всесоюзной переписи населения 17 декабря 1926 года в районе проживало 33554 человека (14746 м — 15808 ж). Крупные национальности: русские, украинцы, белорусы, татары.
На 1 января 1931 года население района составляло 26474 человека. Крупные национальности: русские 85,2 %, белорусы 7,7 %, татары 4,6 %. Плотность населения 6,3 человека на 1 квадратный километр.
По Всесоюзной переписи населения 15 января 1959 года в районе проживало 19083 человека в сельской местности (8358 м — 10725 ж).
По Всесоюзной переписи населения 15-22 января 1970 года в районе проживало 18041 человек в сельской местности (8109 м — 9932 ж).
По Всесоюзной переписи населения 17 января 1979 года в районе проживало 18848 человек в сельской местности (8558 м — 10290 ж).
По Всесоюзной переписи населения 12-19 января 1989 года в районе проживало 17861 человек в сельской местности (8445 м — 9416 ж).
По Всероссийской переписи населения 9 октября 2002 года в районе проживало 15763 человека в сельской местности (7446 м — 8317 ж).
По Всероссийской переписи населения 14-25 октября 2010 года в районе проживало 12803 человека в сельской местности (6014 м — 6789 ж). В процентном отношении 47,0 % мужчин и 53,0 % женщин.

### Национальный состав
По Всероссийской переписи населения 2010 года
| Национальность  | Численность населения, чел. | Доля от населения |
| --------------- | --------------------------- | ----------------- |
| Казахи          | 116                         | 0,91              |
| Немцы           | 100                         | 0,78              |
| Русские         | 11492                       | 89,76             |
| Татары          | 774                         | 6,05              |
| Украинцы        | 79                          | 2,07              |
| Прочие нации    | 242                         | 1,89              |
| Итого по району | 12803                       | 100,00            |

## Муниципально-территориальное устройство
В Колосовском районе 34 населённых пункта в составе 11 сельских поселений:
| №  | Сельские поселения                 | Административный центр | Количество населённых пунктов | Население | Площадь, км2 |
| -- | ---------------------------------- | ---------------------- | ----------------------------- | --------- | ------------ |
| 1  | Бражниковское сельское поселение   | село Бражниково        | 2                             | ↘484      | 237,16       |
| 2  | Колосовское сельское поселение     | село Колосовка         | 3                             | ↘4867     | 591,34       |
| 3  | Корсинское сельское поселение      | село Корсино           | 3                             | ↘172      | 370,69       |
| 4  | Крайчиковское сельское поселение   | село Крайчиково        | 3                             | ↘516      | 457,32       |
| 5  | Кутырлинское сельское поселение    | село Кутырлы           | 4                             | ↘709      | 570,89       |
| 6  | Ламановское сельское поселение     | село Ламаново          | 3                             | ↘348      | 445,13       |
| 7  | Новологиновское сельское поселение | село Новологиново      | 2                             | ↘304      | 250,94       |
| 8  | Строкинское сельское поселение     | село Строкино          | 5                             | ↘746      | 743,66       |
| 9  | Талбакульское сельское поселение   | село Талбакуль         | 2                             | ↘246      | 345,13       |
| 10 | Таскатлинское сельское поселение   | село Таскатлы          | 2                             | ↘277      | 257,33       |
| 11 | Чапаевское сельское поселение      | село Чапаево           | 5                             | ↘330      | 483,34       |

| №  | Населённый пункт | Тип     | Население | Муниципальное образование          |
| -- | ---------------- | ------- | --------- | ---------------------------------- |
| 1  | Александровка    | деревня | ↘156      | Крайчиковское сельское поселение   |
| 2  | Аникино          | деревня | ↘282      | Бражниковское сельское поселение   |
| 3  | Большетерехино   | деревня | ↘25       | Корсинское сельское поселение      |
| 4  | Бражниково       | село    | ↘412      | Бражниковское сельское поселение   |
| 5  | Вишневое         | деревня | ↘59       | Строкинское сельское поселение     |
| 6  | Владимировка     | деревня | ↘142      | Ламановское сельское поселение     |
| 7  | Вороновка        | деревня | ↘56       | Новологиновское сельское поселение |
| 8  | Дубрава          | деревня | ↘60       | Строкинское сельское поселение     |
| 9  | Зелёная          | деревня | ↘112      | Талбакульское сельское поселение   |
| 10 | Кабурлы          | деревня | ↘184      | Чапаевское сельское поселение      |
| 11 | Квашнино         | деревня | ↘63       | Строкинское сельское поселение     |
| 12 | Коготово         | деревня | 124       | Колосовское сельское поселение     |
| 13 | Колосовка        | село    | ↘4836     | Колосовское сельское поселение     |
| 14 | Корсино          | село    | ↘273      | Корсинское сельское поселение      |
| 15 | Крайчиково       | село    | ↘572      | Крайчиковское сельское поселение   |
| 16 | Кубрино          | деревня | ↘1        | Чапаевское сельское поселение      |
| 17 | Кутырлы          | село    | ↘788      | Кутырлинское сельское поселение    |
| 18 | Ламаново         | село    | ↘518      | Ламановское сельское поселение     |
| 19 | Меркутлы         | деревня | 243       | Кутырлинское сельское поселение    |
| 20 | Михайловка       | деревня | ↘158      | Таскатлинское сельское поселение   |
| 21 | Мясники          | деревня | ↘97       | Чапаевское сельское поселение      |
| 22 | Николаевка       | деревня | ↘145      | Кутырлинское сельское поселение    |
| 23 | Новологиново     | село    | ↘470      | Новологиновское сельское поселение |
| 24 | Новотроицк       | деревня | ↘109      | Строкинское сельское поселение     |
| 25 | Плахино          | деревня | ↘137      | Крайчиковское сельское поселение   |
| 26 | Плотниково       | деревня | ↘78       | Чапаевское сельское поселение      |
| 27 | Сафоново         | деревня | ↘106      | Ламановское сельское поселение     |
| 28 | Строкино         | село    | ↘826      | Строкинское сельское поселение     |
| 29 | Талбакуль        | село    | ↘330      | Талбакульское сельское поселение   |
| 30 | Таскатлы         | село    | ↘294      | Таскатлинское сельское поселение   |
| 31 | Тоскино          | деревня | ↘79       | Корсинское сельское поселение      |
| 32 | Трещеткино       | деревня | ↘83       | Колосовское сельское поселение     |
| 33 | Чапаево          | село    | 458       | Чапаевское сельское поселение      |
| 34 | Чердынцево       | деревня | ↘50       | Кутырлинское сельское поселение    |

## Достопримечательности
Памятники истории, архитектуры, археологии и монументального искусства
- Место расстрела партизан белогвардейцами в 1919, установлен обелиск в 1920, ул. Партизанская село Колосовка
- Братская могила 26 крестьян, расстрелянных белогвардейцами в 1919, установлен в 1957, ул. Партизанская село Колосовка
- Памятник В. И. Ленину 1964, село Колосовка
- Могила И. И. Чурсина, большевика, погибшего от рук белогвардейцев в 1918, установлен в 1970, село Корсино
- Обелиск землякам, учителям и ученикам средней школы, погибшим в годы Великой Отечественной войны в 1941—1945 годы, установлен в 1968, деревня Владимировка
- Памятник борцам за власть советов Н. И. Калошину, П. М. Плоцкому, погибших от рук белогвардейцев в 1919, село Кутырлы
- Юйсковый форпост — первое, основанное русскими, поселение в нынешнем районе в 1741, бывшая деревня Юйскова[69]